# Дитер Хекинг
Дитер Хекинг (на немски: Dieter Hecking) е бивш германски футболист и настоящ треньор.

## Футболна кариера
През кариерата си на футболист играе за Борусия Мьонхенгладбах и Хановер 96, както и за няколко по-малки клуба. Също така играе и за Айнтрахт Брауншвайг, въпреки съперничеството между отборите на Хановер и Айнтрахт.

## Треньорска кариера

### Верл
Първият отбор, ръководен от Хекинг, е състезаващият се в регионалните дивизии отбор Верл. Хекинг поема отбора на 1 юли 2000 г., но през януари 2001 г. е уволнен заради изказванията си.

### Любек
Няколко месеца по-късно, Хекинг поема ФФБ Любек, също състезаващ се в регионалните дивизии. В първия си сезон начело на отбора, Хекинг го класира близо до промоция за Втора Бундеслига, като през следващия сезон промоцията вече е факт. Във Втора Бундеслига обаче отборът не успява да се задържи, заради което Хекинг напуска на 25 май 2004 г.

### Алемания Аахен
Следващият клуб в треньорската визитка на Дитер Хекинг, е Алемания Аахен. Той застава начело на отбора през юли 2004 г., като остава там до 2006 г., когато получава покана да поеме бившия си отбор – Хановер.

### Хановер 96
Хекинг официално застава начело на Хановер на 7 септември 2006 г. Отборът стартира неубедително, но в крайна сметка завършва на 11-място в класирането, и достига до 1/4–финалите за Купата на Германия. След края на сезон 2009–10 напуска.

### Нюрнберг
На 22 декември 2009 г. е обявен за треньор на Нюрнберг. Остава на поста до 2012 г., когато напуска.

### Волфсбург
На 22 декември 2012 г. е обявен за треньор на Волфсбург. През сезон 2014-15, под ръководството на Хекинг, отборът завършва на второ място, класирайки се за Шампионската лига, и печели Купата на Германия, побеждавайки Борусия Дортмунд на финала с 3-1. Под негово ръководство, отборът достига до 1/4–финалите на Шампионската лига през сезон 2015/16, като преди това записва престижна победа срещу Манчестър Юнайтед. На 1/4–финалите Волфсбург се изправя срещу Реал Мадрид. При домакинството е записана бляскава победа с 2 – 0 срещу белия балет. Реваншът на Сантяго Бернабеу обаче се превръща в катастрофа, като Волфсбург губи с 0 – 3. През октомври 2016 г. е уволнен поради слаби резултати.